# Antonio Momplet
Antonio Momplet (Cadice, 1899 – Cadaqués, 10 agosto 1974) è stato un regista e sceneggiatore spagnolo.

## Biografia
Studia a Barcellona e intraprende inizialmente la carriera di giornalista, affiancandola a quella di regista teatrale. Nel 1927 si trasferisce a Parigi dove lavora per la Gaumont, diventando assistente di Maurice Tourneur. Nei primi anni trenta fonda la rivista Cine art, acquistando notorietà come critico e teorico teatrale. Rientra in Spagna dirigendo pellicole cinematografiche fino allo scoppio della guerra civile spagnola; nel 1937 fugge dal Paese ed emigra in Argentina. Tornerà nel suo paese natale nel 1952, proseguendo la carriera fino al 1964, quando si ritira a Cadaqués.

## Filmografia parziale

### Regista
- Amok, (1944)
- Il demone della carne, (1945)
- Bel Ami, (1947)
- Cafè cantante, (1951)
- Viento del norte, (1954)
- Buongiorno primo amore!, (1957)
- Il gladiatore invincibile, (1962)
- Due contro tutti, (1962)